# Kairyū
Die Kairyū (japanisch 海龍 ‚Seedrache‘) war eine in Serie produzierte Klasse von Kleinst-U-Booten der Kaiserlich Japanischen Marine gegen Ende des Zweiten Weltkrieges.

## Entwicklungsgeschichte
Die Fabrikation des Kairyū begann im Februar 1945 parallel zum Bau des Kōryū. Zu diesem Zeitpunkt hatte die japanische Marineführung bereits die gesamte Werftindustrie auf den Bau von maritimen Kleinkampfmitteln umgestellt. Der Bau erfolgte aus drei vorgefertigten Teilen, auf der Grundlage zweier Versuchsboote. Einem umgebauten Kleinst-U-Boot des Typs A und einem U-Kanamono. Um verschiedene Motoren zu testen, wurde ein Prototyp und mehrere Versuchsboote mit unterschiedlich langen Rümpfen gebaut. Als Motor kam dann ein 85 PS starke Motor von Isuzu ins Boot. Der Bau dauerte ein bis zwei Monate. Bis September 1945 sollten 760 Boote gefertigt werden. Doch massive Luftangriffe auf die Werftanlagen beeinträchtigte den Bau derart, dass bis Kriegsende nur 213 Boote fertiggestellt wurden. Weitere 201 befanden sich in Trockendocks in der Endfertigung. Wegen Mangel an Torpedos gegen Kriegsende wurde eine unbekannte Anzahl von Kairyū im Bugbereich mit TNT-Sprengladungen zwischen 585 und 600 kg versehen, die als Selbstopferboote fungieren sollten. Ein Kriegseinsatz der Boote erfolgte allerdings nicht mehr. Der hohe Stellenwert des Kairyū wurde jedoch dadurch unterstrichen, dass ihm ab Frühjahr 1945 jegliches Material von stornierten Geleitzerstörern zugewiesen wurde.
Soweit bekannt, waren bei Kriegsende folgende Werften beziehungsweise Firmen mit dem Bau des Kleinst-U-Bootes beschäftigt:
- Marinewerft in Yokosuka: 30 Boote im Bau, 207 fertiggestellt
- Werft Hitachi, Kassado Iron Works: 2 Boote im Bau, 6 fertiggestellt
- Werft Mitsubishi in Yokohama: 35 Boote im Bau
- Werft Kawaminami in Uranosaki: 10 Boote im Bau
- Werft Uraga Sb: 50 Boote im Bau
- Werft Hitachi in Sakurajima: 4 Boote im Bau
- Werft Osaka Sb Co: 4 Boote im Bau
- Werft Hitadi Innoshima in Habu: 5 Boote im Bau
- Werft Hayashikane in Shimonoseki: 10 Boote im Bau
- Werft Hakodate Docks: 41 Boote im Bau
- Werft Fujinagata: 10 Boote im Bau

Der Fahrbereich war mit 450 sm bei 5 kn bei Überwasserfahrt bzw. 36 sm bei 3 kn Schleichfahrt unter Wasser angegeben. Die Bewaffnung bestand aus zwei seitlich am Rumpf des Bootes angebrachten 45-cm Torpedos oder einer 600 kg Sprengladung im Bug. Die Tauchtiefe lag ohne Torpedos bei 145 Meter und mit Torpedos bei 100 m, da die Druckfestigkeit der Torpedos die Tauchtiefe beschränkte. Der Abmarsch nach einem Angriff konnte daher auch tiefer erfolgen.
Konzipiert war das Boot für die Verteidigung der Küsten im Falle einer Invasion. Die Boote sollten vor strategisch wichtigen Punkten, vor allem in der Bucht von Tokio in Lauerstellung gehen.
Keines der Boote gelangte je zum Einsatz. 20 wurden später für Schulungszwecke genutzt.

## Verbleib
Eines der Boote steht heute als Ausstellungsstück im Yamato Museum in Kure, Japan.